# Jangrot (gromada)
Jangrot – dawna gromada, czyli najmniejsza jednostka podziału terytorialnego Polskiej Rzeczypospolitej Ludowej w latach 1954–1972.
Gromady, z gromadzkimi radami narodowymi (GRN) jako organami władzy najniższego stopnia na wsi, funkcjonowały od reformy reorganizującej administrację wiejską przeprowadzonej jesienią 1954 do momentu ich zniesienia z dniem 1 stycznia 1973, tym samym wypierając organizację gminną w latach 1954–1972.
Gromadę Jangrot z siedzibą GRN w Jangrocie utworzono – jako jedną z 8759 gromad na obszarze Polski – w powiecie olkuskim w woj. krakowskim, na mocy uchwały nr 28/IV/54 WRN w Krakowie z dnia 6 października 1954. W skład jednostki weszły obszary dotychczasowych gromad Jangrot i Trzyciąż ze zniesionej gminy Jangrot w tymże powiecie. Dla gromady ustalono 22 członków gromadzkiej rady narodowej.
31 grudnia 1959 do gromady Jangrot przyłączono wieś Michałówka ze zniesionej gromady Braciejówka oraz wsie Sucha i Podchybie ze zniesionej gromady Sucha.
31 grudnia 1961 do gromady Jangrot przyłączono wieś Porąbka ze znoszonej gromady Poręba Górna.
Gromada przetrwała do końca 1972 roku, czyli do kolejnej reformy gminnej.